# Anacamptodes pergracilis
Anacamptodes pergracilis är en fjärilsart som beskrevs av George Duryea Hulst 1900. Anacamptodes pergracilis ingår i släktet Anacamptodes och familjen mätare. Inga underarter finns listade i Catalogue of Life.

## Bildgalleri

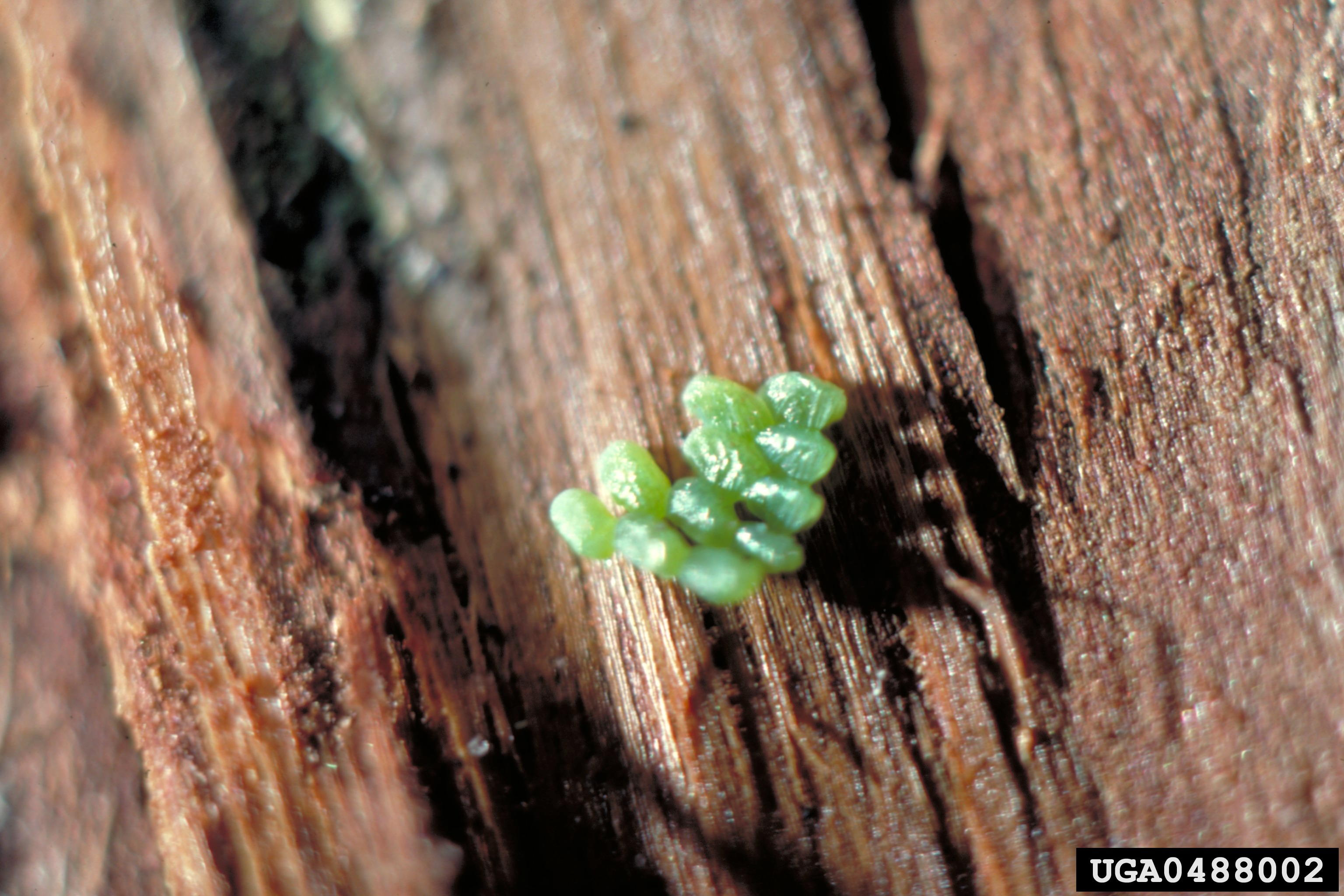
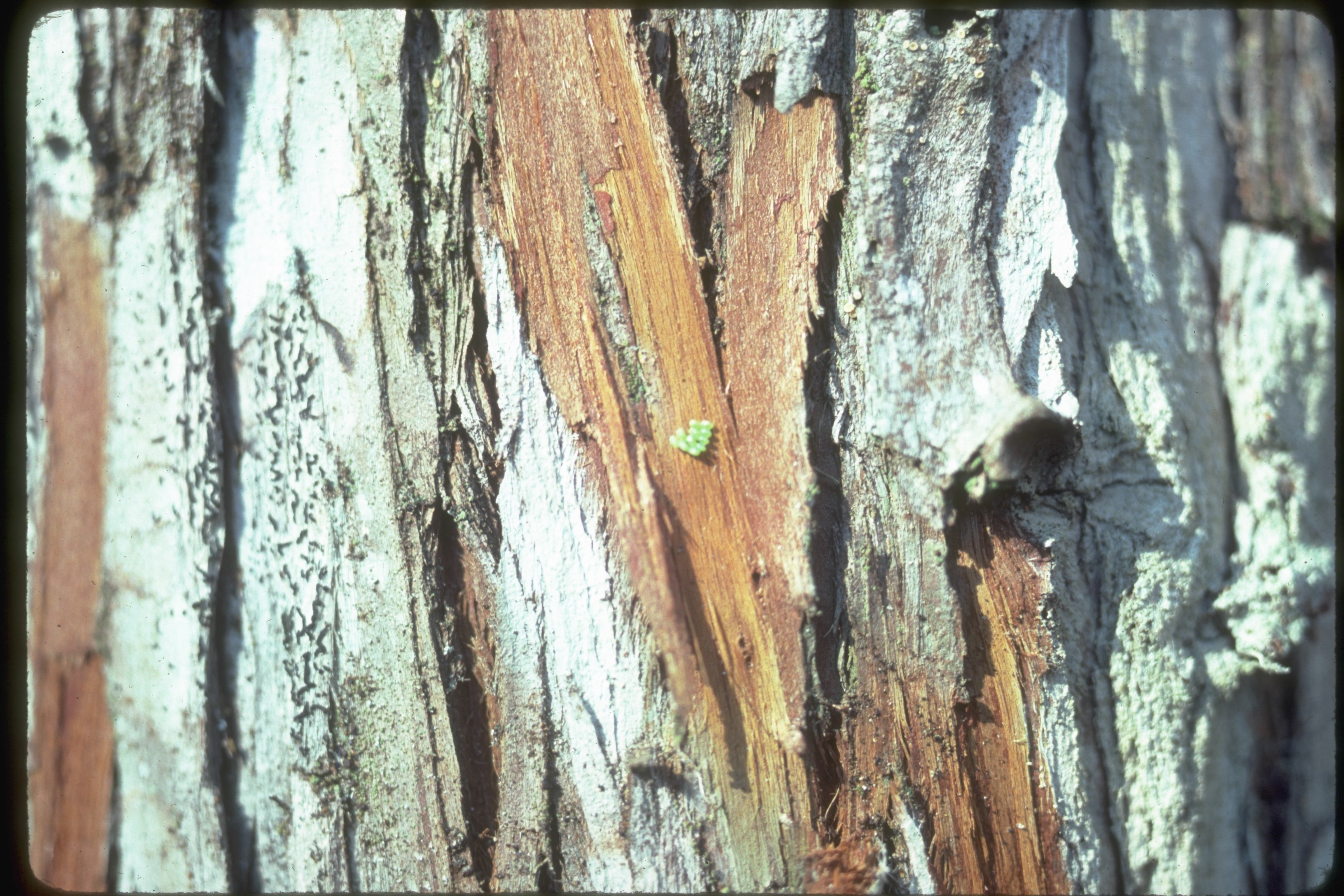
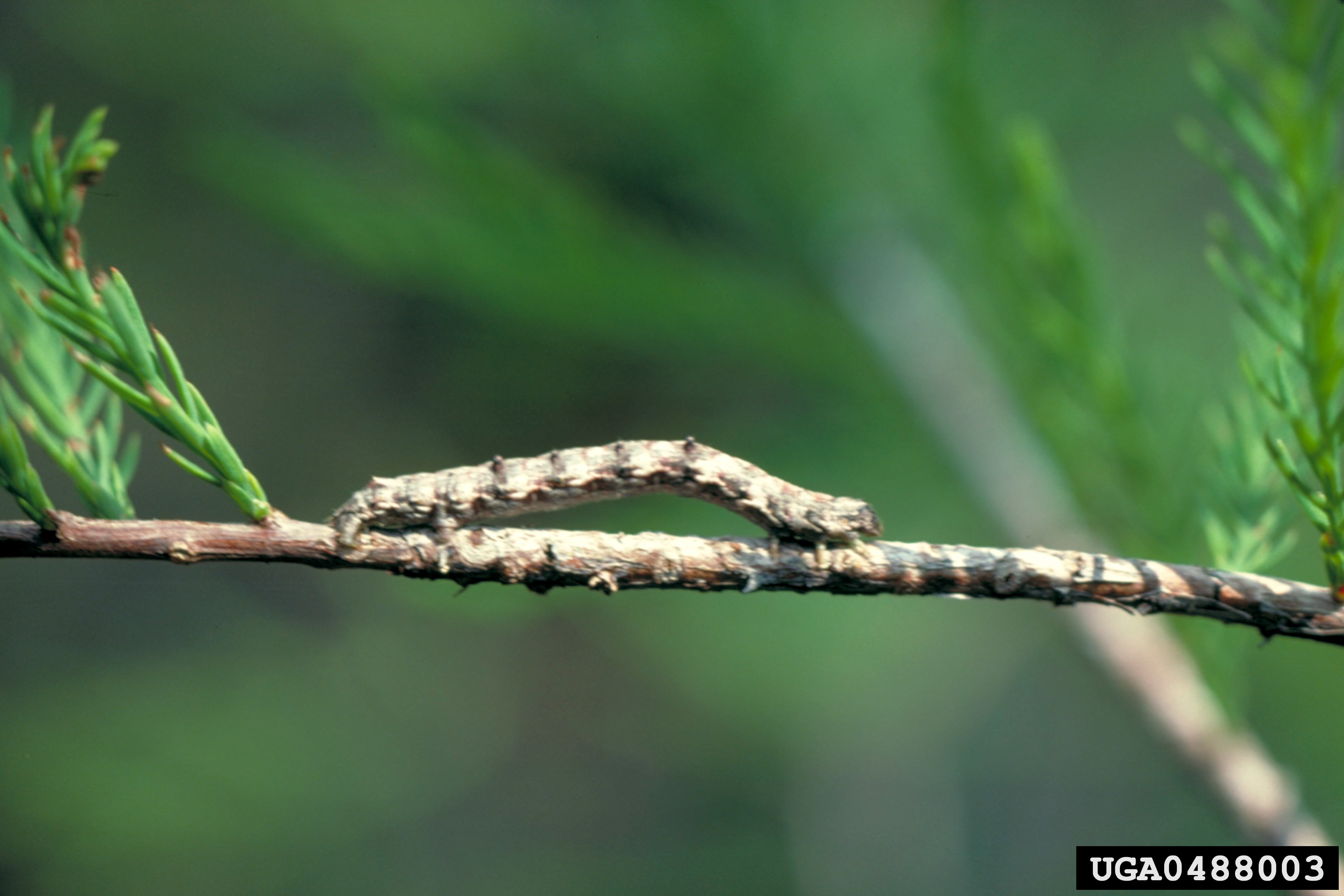
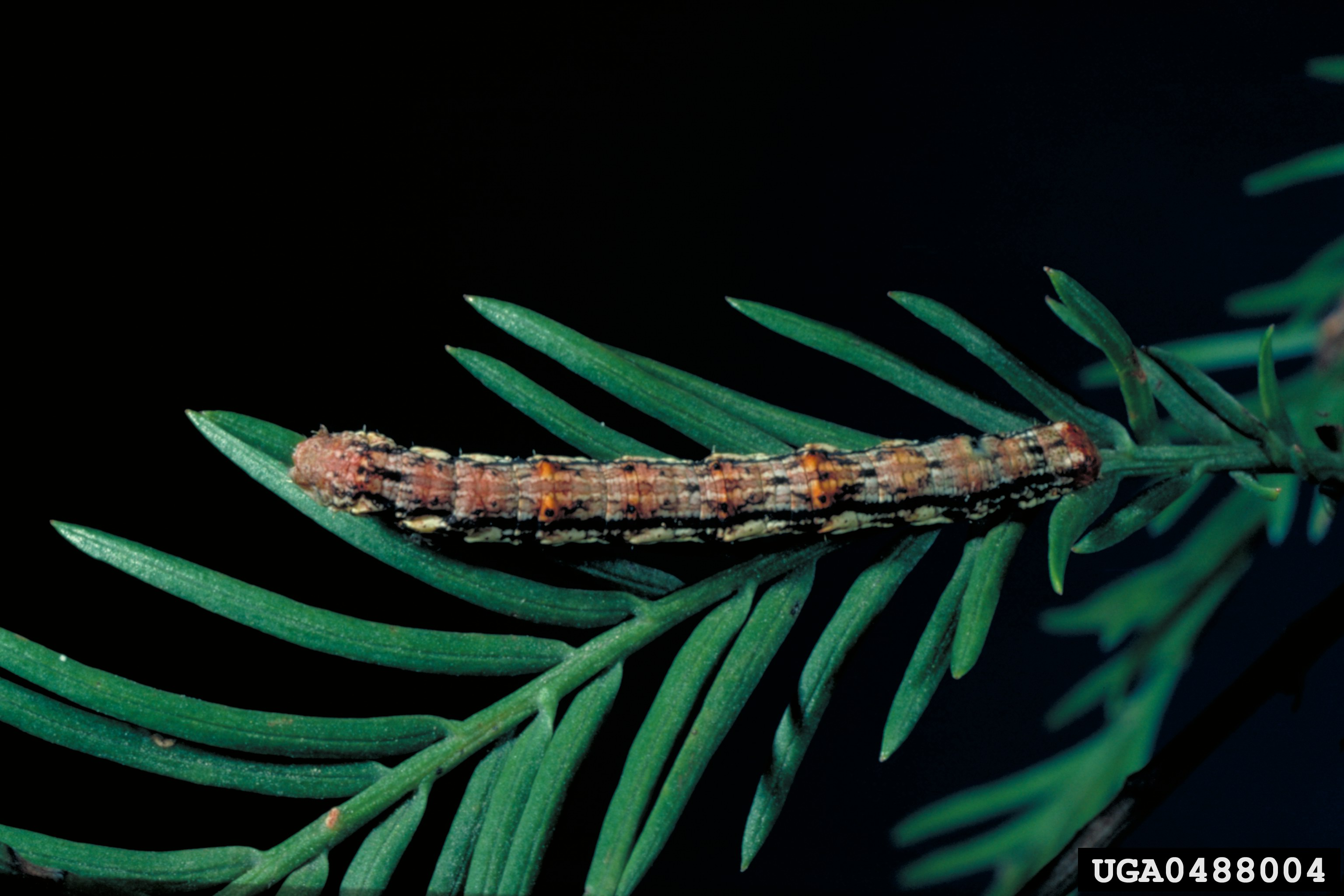
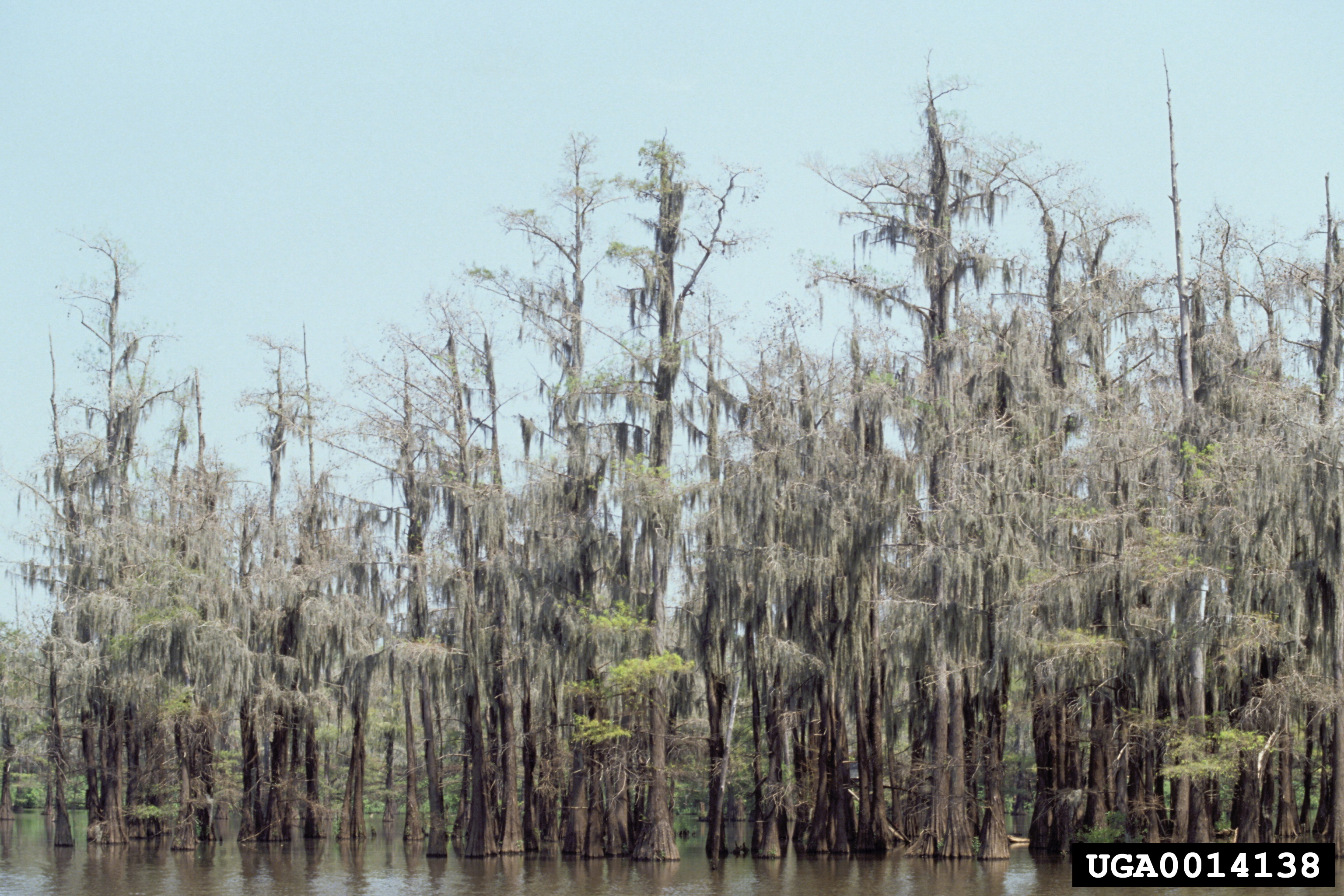
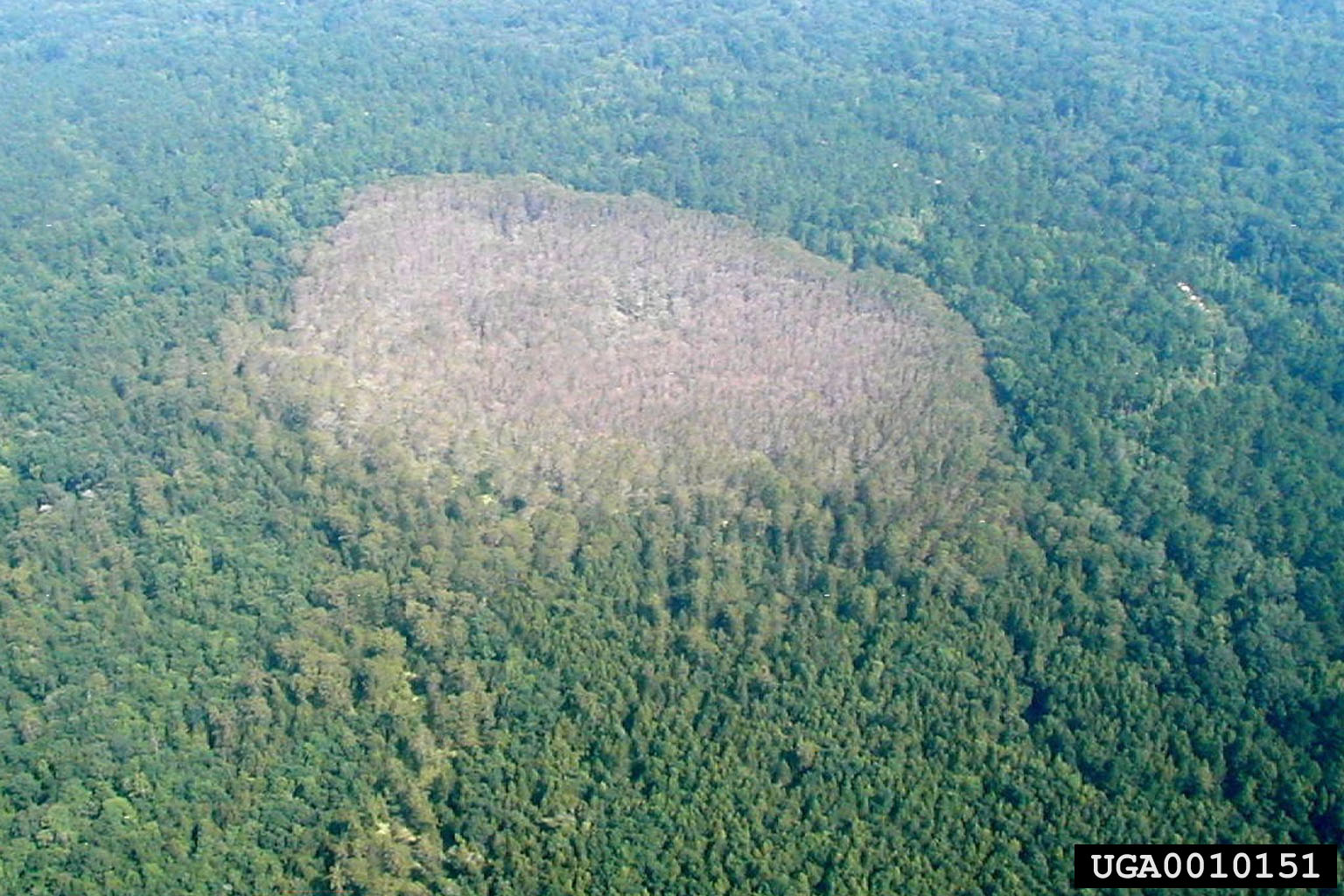